# Xe máy điện

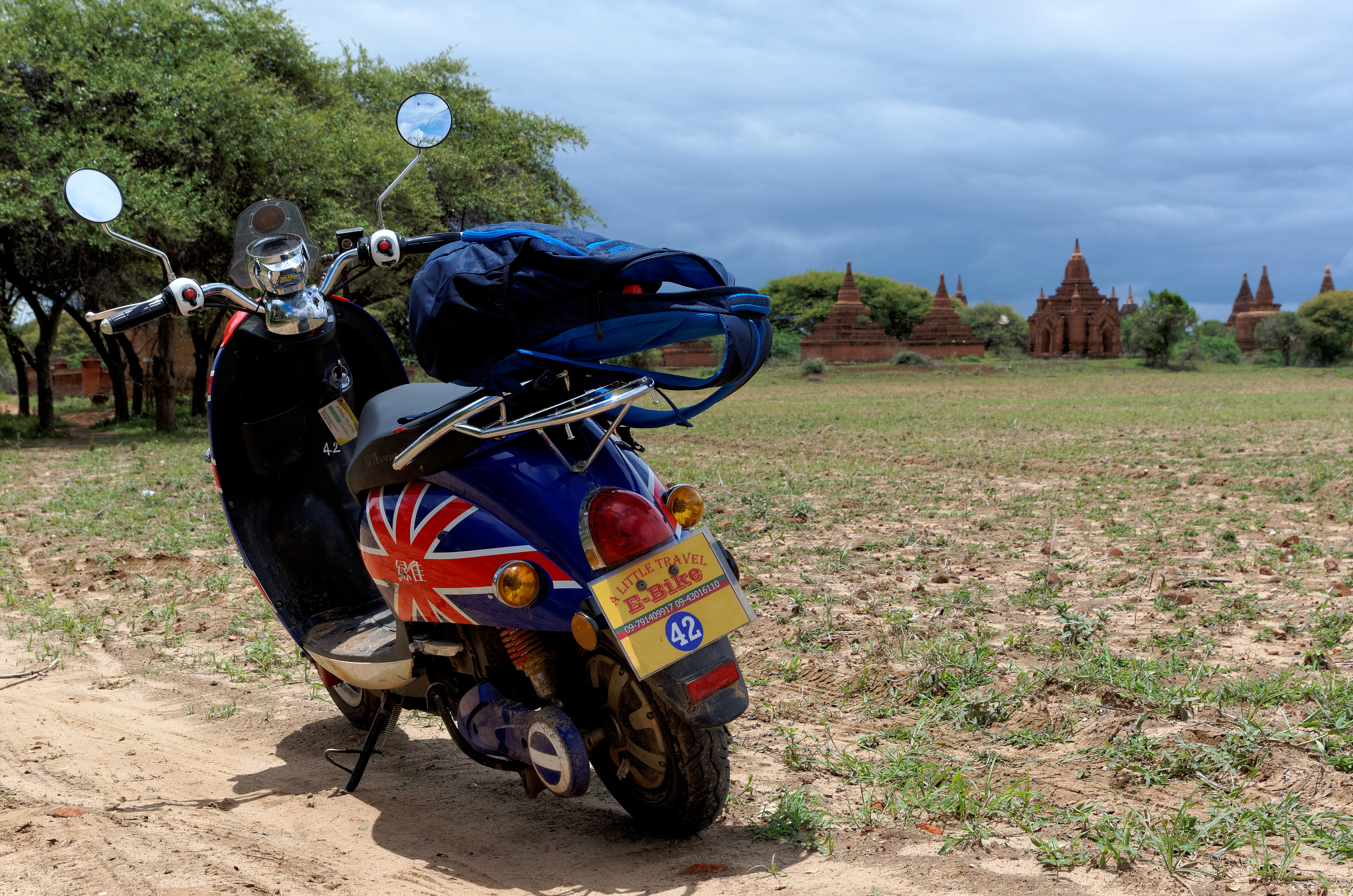
Xe máy điện nhìn khác xe máy xăng ở chỗ không có ống xả

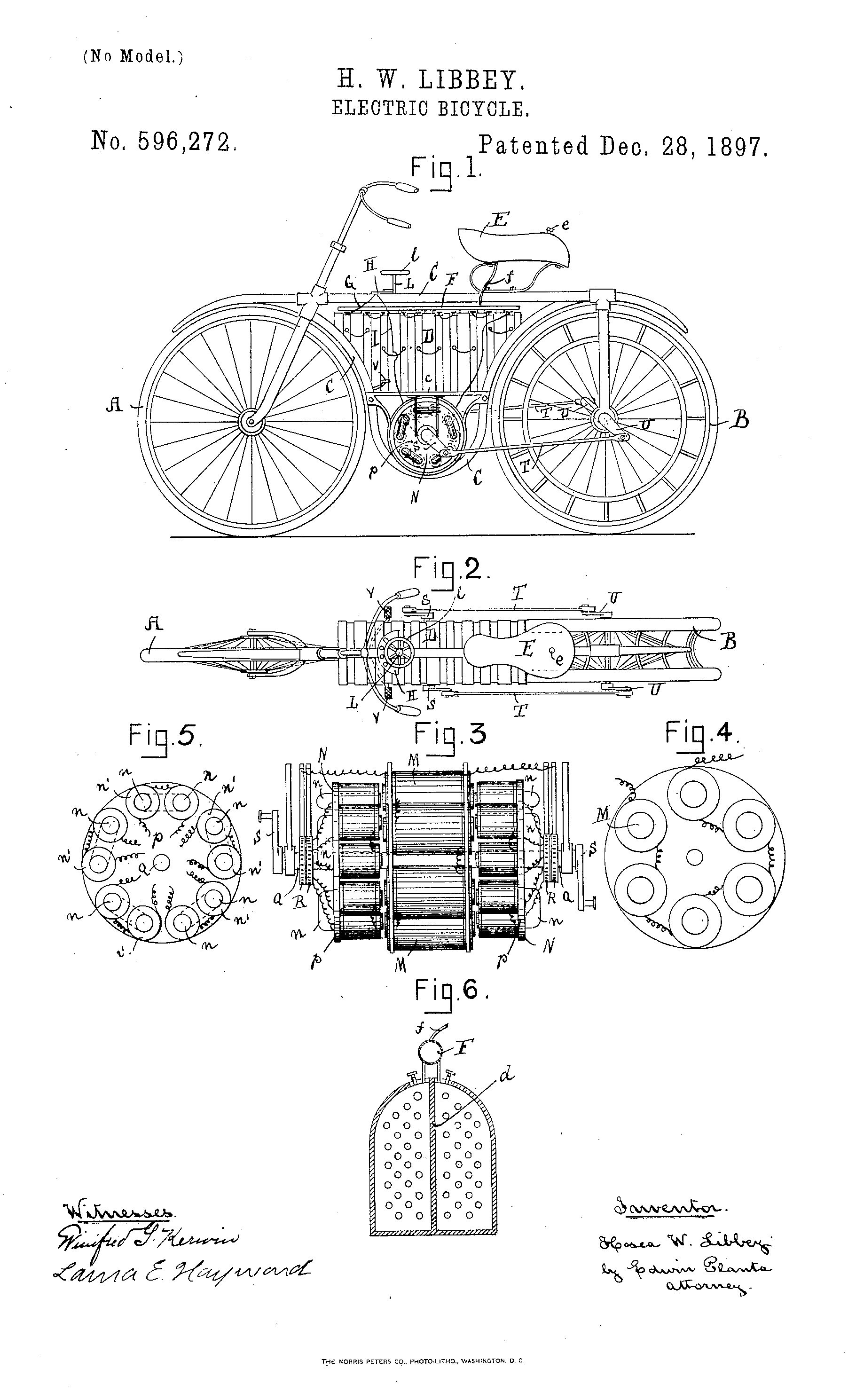
Bản vẽ bằng sáng chế xe máy điện 1895

Xe máy điện là phương tiện giao thông đường bộ với hai hoặc ba bánh dùng động cơ chạy bằng năng lượng điện. Khác với xe đạp điện, xe máy điện không dùng bàn đạp để chạy. Điện để chạy động cơ xe thường được lưu trữ trong pin sạc (khác với Tàu điện và một số loại xe buýt điện dùng điện từ các dây dẫn dọc đường), và có thể sử dụng một hoặc nhiều động cơ điện. Cũng như xe máy chạy xăng, xe máy điện cũng có cả loại khung có thể bước qua dễ dàng. Xe máy điện cùng với các loại phương tiện giao thông đường bộ chạy điện khác hiện được coi là một phần của phương án dùng các nhiên liệu thay thế nhằm giải quyết vấn đề ô nhiễm môi trường.

## Lịch sử

### 1895 đến 1950

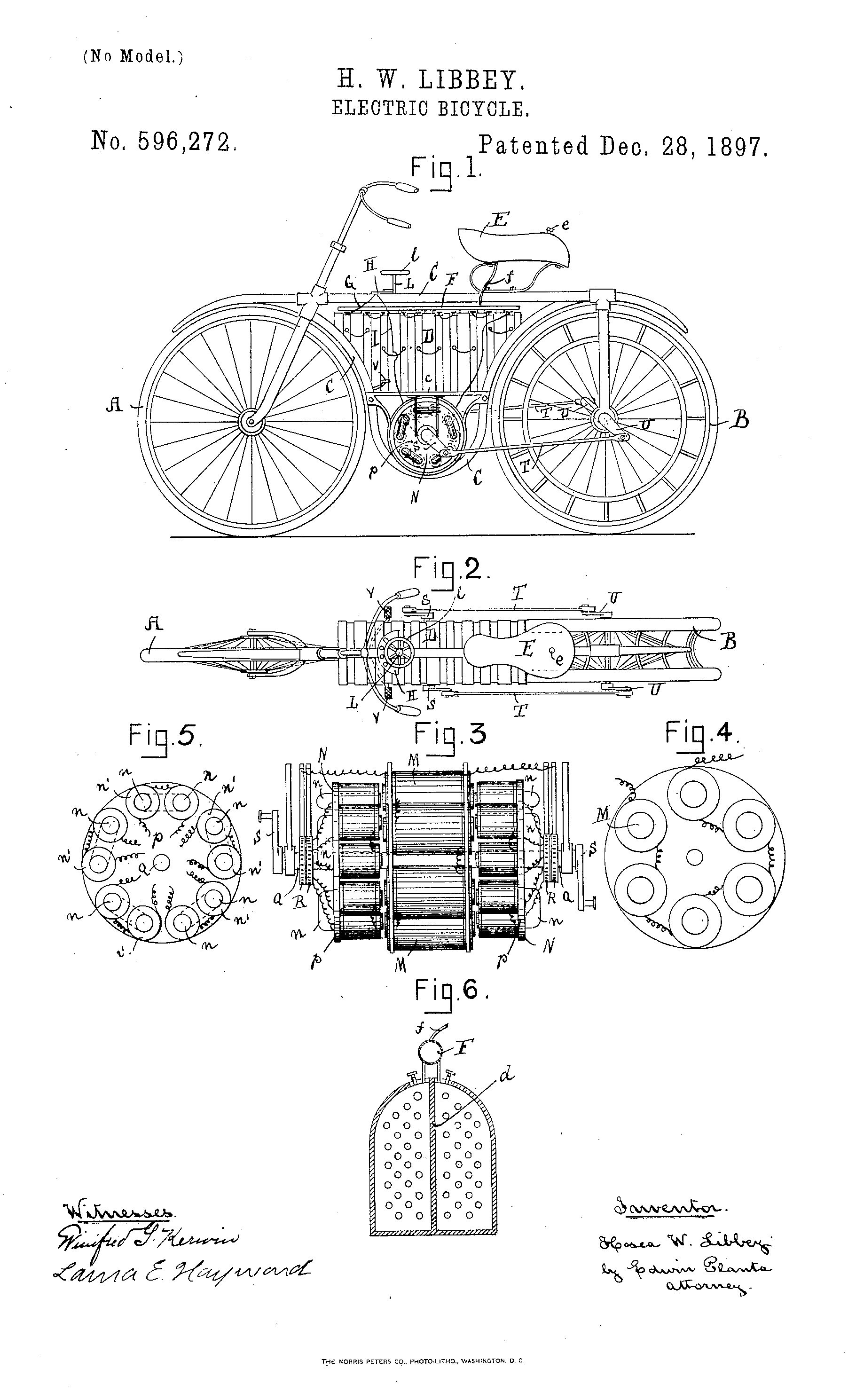
Bản vẽ bằng sáng chế cho "Xe đạp điện" (1895)

Lịch sử xe máy điện có thể bắt nguồn từ những năm 1890, khi các nhà phát minh bắt đầu chế tạo những chiếc xe đạp có động cơ điện.  Vào ngày 19 tháng 9 năm 1895, Ogden Bolton Jr. của Canton, Ohio, đã nộp đơn xin cấp bằng sáng chế cho một chiếc "xe đạp điện". Vào ngày 8 tháng 11 cùng năm, Hosea W. Libbey của Boston cũng nộp đơn xin cấp bằng sáng chế cho một chiếc "xe đạp điện".
Năm 1896, nhà sản xuất xe đạp Humber của Anh đã trưng bày một chiếc xe đạp điện tandem tại Triển lãm Xe đạp Stanley ở London. Chiếc xe được cung cấp năng lượng bởi một cụm pin lưu trữ, động cơ được đặt phía trước bánh sau. Điều khiển tốc độ được thực hiện bằng một điện trở đặt trên ghi đông. Chiếc xe đạp điện tandem này chủ yếu dành cho sử dụng trên đường đua. Nó có thể đạt tốc độ tối đa 20 dặm/giờ (32 km/h) và có phạm vi hoạt động khoảng 20 dặm (32 km).
Năm 1911, tạp chí Popular Mechanics đã đưa tin về một chiếc xe máy điện mới. Chiếc xe được cho là có phạm vi hoạt động từ 121 đến 160 km trên một lần sạc. Xe có bộ điều khiển ba tốc độ, cho phép đạt tốc độ tối đa 6,4, 24 và 56 km/giờ.
Năm 1919, công ty Ransomes, Sims & Jefferies đã chế tạo một chiếc xe máy điện nguyên mẫu. Các pin của xe được lắp đặt dưới yên của thùng xe sidecar. Mặc dù chiếc xe đã được đăng ký lưu thông, nhưng nó không bao giờ được sản xuất hàng loạt.
Năm 1936, anh em nhà Limelette thành lập công ty xe máy điện Socovel tại Brussels, Bỉ. Họ tiếp tục sản xuất trong thời gian Đức chiếm đóng, và nhờ hạn chế nhiên liệu, công ty đã đạt được một số thành công. Sau chiến tranh, họ chuyển sang sản xuất xe máy thông thường, nhưng các mẫu xe điện vẫn được bán đến năm 1948.
Trong Thế chiến thứ II, Merle Williams ở Long Beach, California, đã phát minh ra một chiếc xe máy điện hai bánh kéo theo một rơ-moóc một bánh. Do sự phổ biến của phương tiện này, Williams đã bắt đầu sản xuất nhiều hơn trong nhà để xe của mình. Năm 1946, ông thành lập Công ty Marketeer, nay là ParCar Corp.

### Thập niên 1950 đến 1980
Năm 1967, Karl Kordesch, một kỹ sư của Union Carbide, đã chế tạo một chiếc xe máy điện lai sử dụng tế bào nhiên liệu hydrazine. Tế bào nhiên liệu hydrazine có hiệu suất cao hơn tế bào nhiên liệu niken-cadmium, giúp xe có phạm vi hoạt động lên đến 200 dặm trên galông Mỹ (240 mpg‑Anh; 0,012 L/km). Tốc độ tối đa của xe là 25 mph (40 km/h).
Cùng năm đó, Công ty Indian Motorcycle đã chế tạo một chiếc xe máy điện nguyên mẫu có tên là Papoose dưới sự chỉ đạo của Floyd Clymer.
Năm 1974, Auranthic Corp., một nhà sản xuất nhỏ ở California, đã sản xuất một chiếc xe máy nhỏ có tên là Charger. Xe có tốc độ tối đa 30 mph (48 km/h) và phạm vi hoạt động 50 dặm (80 km) khi sạc đầy. Vào đầu những năm 1970, ông đã chế tạo một chiếc xe máy điện đi lại hợp pháp có tên là Corbin Electric.
Sau đó vào năm 1974, ông đã lập kỷ lục tốc độ thế giới của xe máy điện với vận tốc 266 km/h trên chiếc xe máy có tên là Quick Silver. Chiếc xe này sử dụng động cơ khởi động điện 24 volt từ máy bay chiến đấu Douglas A-4B. Năm 1975, ông đã chế tạo một chiếc xe máy điện nguyên mẫu chạy bằng pin có tên là City Bike. Chiếc xe này sử dụng pin do Yardney Electric sản xuất. Vào tháng 6 năm 1975, ông đã tham gia Regatta Xe cộ Thay thế Hàng năm đầu tiên tại Núi Washington, New Hampshire. Ông đã hoàn thành quãng đường 13 km lên dốc trong 26 phút.

### Thập niên 1980 đến 2000
Năm 1988, Ed Rannberg, người sáng lập Eyeball Engineering, đã thử nghiệm chiếc mô tô điện của mình tại Bonneville. Chiếc xe có thể hoàn thành một phần tư dặm (400 mét) trong 11-12 giây, một thành tích đáng chú ý cho thời đại đó.
Năm 1995, Scott Cronk và Rick Whisman thành lập Electric Motorbike Inc. tại Santa Rosa, California. Công ty này đã sản xuất EMB Lectra, chiếc mô tô điện thương mại đầu tiên sử dụng động cơ từ biến thiên. EMB Lectra có tốc độ tối đa khoảng 72 km/h và phạm vi hoạt động 56 km.
Năm 1996, Peugeot đã ra mắt chiếc xe tay ga điện thương mại đầu tiên, Peugeot Scoot'Elec. Chiếc xe sử dụng pin Nickel-Cadmium và có phạm vi hoạt động 40 km.

### Từ năm 2000 đến nay
Vào ngày 26 tháng 8 năm 2000, Killacycle đã thiết lập kỷ lục đua drag khi hoàn thành 400 mét trong 9,450 giây trên đường đua Woodburn ở Oregon. Killacycle sử dụng pin chì-axit với tốc độ 244,73 km/h. Sau đó, Killacycle sử dụng pin lithium-ion nano-phosphate của A123 Systems đã thiết lập kỷ lục mới ở cự ly 400 mét với thời gian 7,824 giây, phá vỡ rào cản 8 giây với tốc độ 270 km/h tại Phoenix, Arizona, tại Hiệp hội Đua xe Drag Harley-Davidson (AHDRA) 2007, vào ngày 10 tháng 11 năm 2007.
Năm 2006, công ty Vectrix của Mỹ đã giới thiệu chiếc xe tay ga điện hiệu suất cao đầu tiên trên thị trường, VX-1. Sau khi phá sản và tái cấu trúc phá sản ban đầu, công ty đã được tập đoàn pin Gold Peak mua lại vào năm 2009. Vectrix tiếp tục mở rộng sản phẩm, tung ra VX-2 và VX-3, một mẫu xe ba bánh. Tuy nhiên, công ty đã ngừng hoạt động vào tháng 1 năm 2014 và nộp đơn phá sản theo Chương 7, với số tài sản còn lại được bán đấu giá vào tháng 6 sau đó.
Tháng 2 năm 2009, công ty khởi nghiệp Mission Motors của San Francisco đã công bố chiếc mô tô điện Mission One tại hội nghị TED. Chiếc xe có khả năng đạt tốc độ 150 dặm/giờ, nếu đạt được, sẽ biến nó trở thành chiếc xe điện sản xuất nhanh nhất thế giới vào thời điểm đó. Ngày 4-5 tháng 4 năm 2009, Zero Motorcycles đã tổ chức giải đua sức bền địa hình chạy điện hoàn toàn đầu tiên, "24 Hours of Electricross", tại San Jose. Vào ngày 14 tháng 6 năm 2009, giải đua xe mô tô điện TTXGP đầu tiên đã được tổ chức trên đảo Isle of Man với sự tham gia của 13 tay đua. Rob Barber đã giành chiến thắng với chiếc xe mô tô của Team Agni, hoàn thành đường đua dài 60,72 km trong 25 phút 53,5 giây, tốc độ trung bình là 140,711 km/h.
Vào tháng 9 năm 2009, Giám đốc sản phẩm Jeremy Cleland của Mission Motors đã phá vỡ kỷ lục tốc độ xe mô tô điện AMA với chiếc Mission One của công ty, đạt tốc độ 241,497 km/h tại Bonneville Salt Flats, Utah, Mỹ. Năm 2010, chiếc xe máy điện ElectroCat do Eva Håkansson chế tạo đã lập kỷ lục leo núi Pikes Peak với thời gian 16 phút 55,849 giây. Chiếc xe máy, do John Scollon điều khiển, sử dụng pin của A123 Systems.
Vào ngày 26 tháng 6 năm 2011, Chip Yates đã phá vỡ kỷ lục này với thời gian 12 phút 50,094 giây. Anh cũng đã thiết lập kỷ lục Guinness về chiếc xe máy điện nhanh nhất với tốc độ 316,899 km/h (196,912 mph) trên sa mạc Bonneville vào ngày 30 tháng 8 năm 2011.
Năm 2012, Jim Higgins đã lập kỷ lục đua xe điện đường phố của Hiệp hội Đua xe điện Drag Racing Quốc gia (NEDRA) cho hạng SMC/A3. Anh đã cưỡi chiếc xe máy điện Mission R hợp pháp của Mission Motors tại đường đua Sonoma Raceway dài 1/4 dặm và hoàn thành chặng đường trong 10,602 giây với tốc độ 197,26 km/h (122,57 mph).
Năm 2017, Scorpio Electric thông báo mở rộng kinh doanh sang lĩnh vực sản xuất và lắp ráp xe máy điện và xe tay ga. Ngày 20 tháng 11 năm 2018, VinFast Việt Nam đã ra mắt 2 mẫu xe tay ga điện tại Hà Nội, bao gồm 4 phiên bản: VinFast Klara A1 (pin lithium-ion), VinFast Klara A2 (pin chì), VinFast Ludo và VinFast Impes.
Năm 2020, Ola Electric Mobility, một bộ phận của Ola Cabs, đã lên kế hoạch xây dựng nhà máy sản xuất xe tay ga điện lớn nhất thế giới gần Bangalore, Karnataka, Ấn Độ. Công ty đặt mục tiêu sản xuất 10 triệu xe mỗi năm. Cũng trong năm 2020, Odysse Electric, một nhà sản xuất xe máy điện và xe tay ga điện của Ấn Độ, đã trở thành nhà sản xuất xe điện thể thao đầu tiên của Ấn Độ. Năm 2020, Juan Ayala, một giáo sư thiết kế quy hoạch đô thị tại Đại học Rutgers, đã phát minh ra hệ thống xe tay ga điện cho thuê dựa trên ứng dụng điện thoại thông minh. Năm 2022, VinFast của Vingroup từ Việt Nam đã giới thiệu 2 mẫu xe mới: VinFast Theon S và VinFast Feliz S.
Năm 2023, Bobfleet ra mắt mẫu xe thế hệ tiếp theo của mình: Model X thế hệ 2.

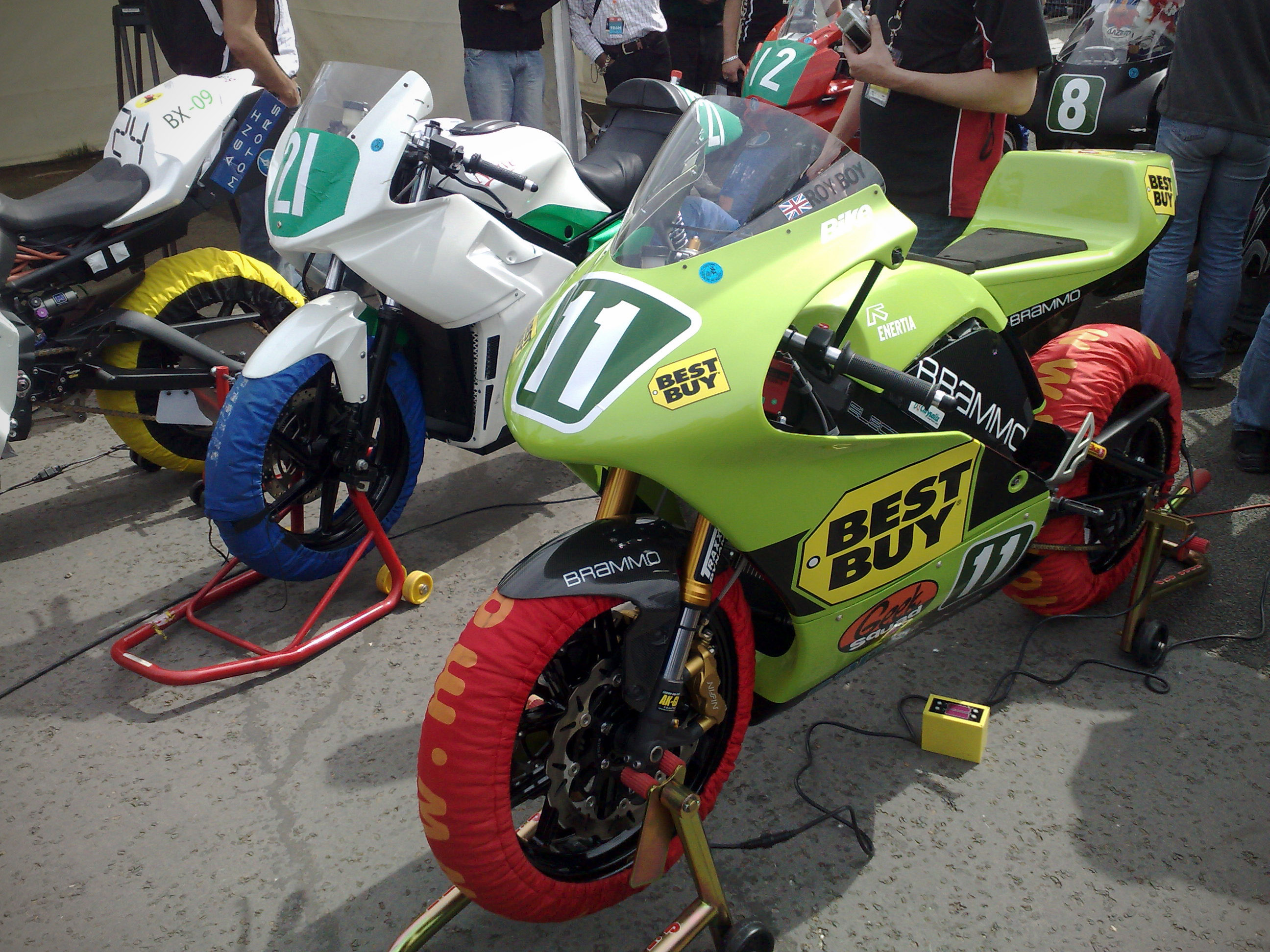
Xe đua điện TTXGP tại Isle of Man TT 2009
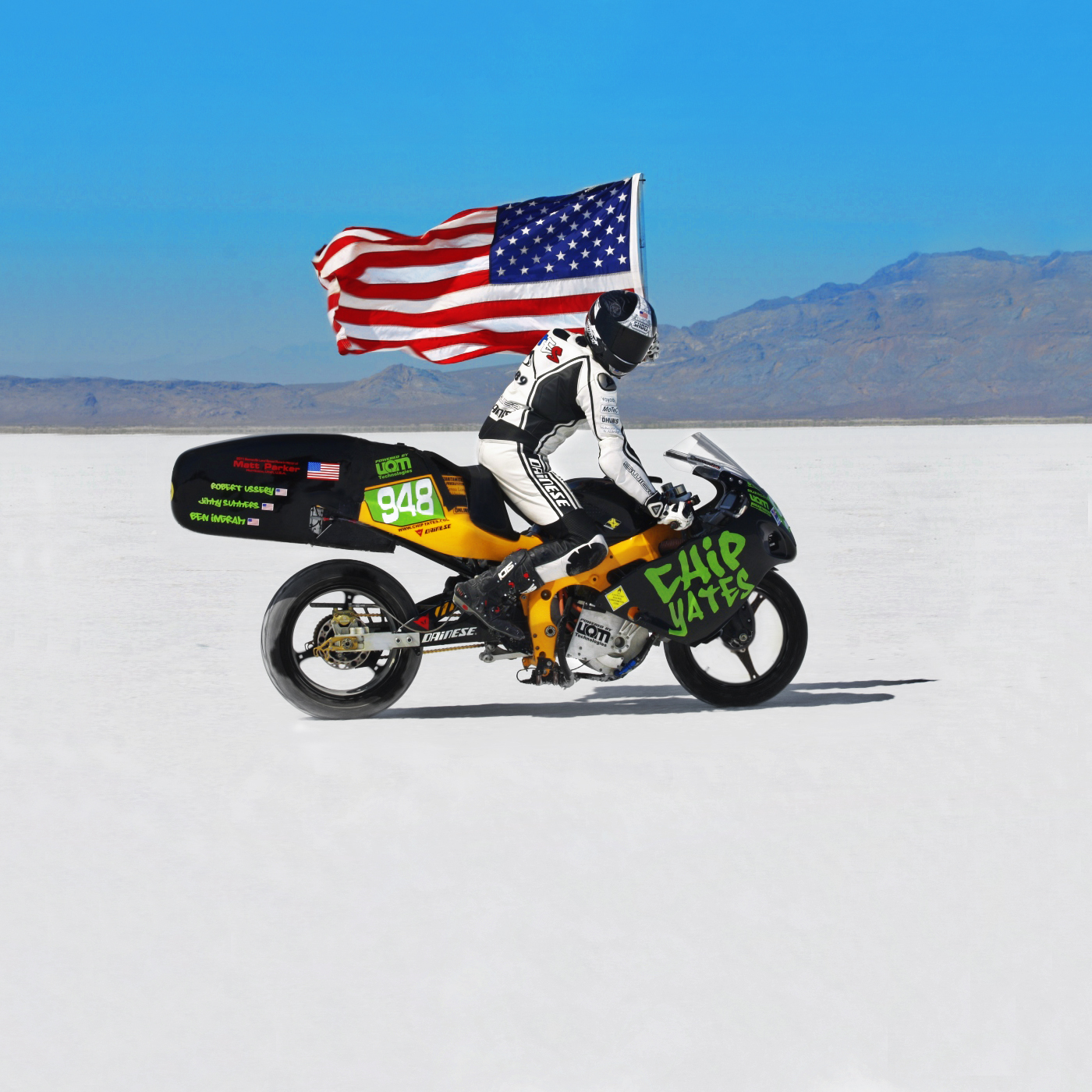
Chip Yates tại Bonneville Salt Flats 2011
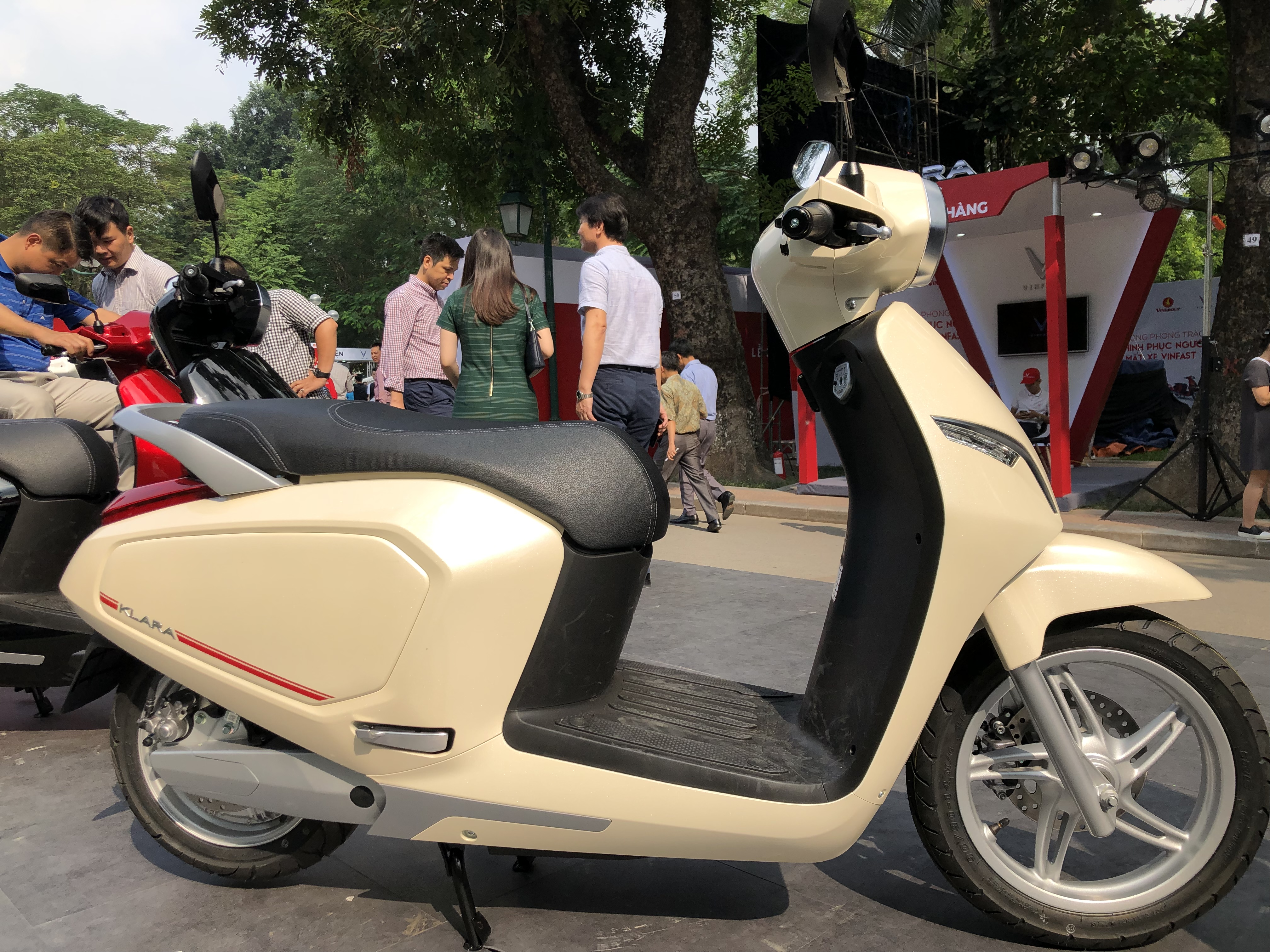
Xe điện VinFast Klara kem
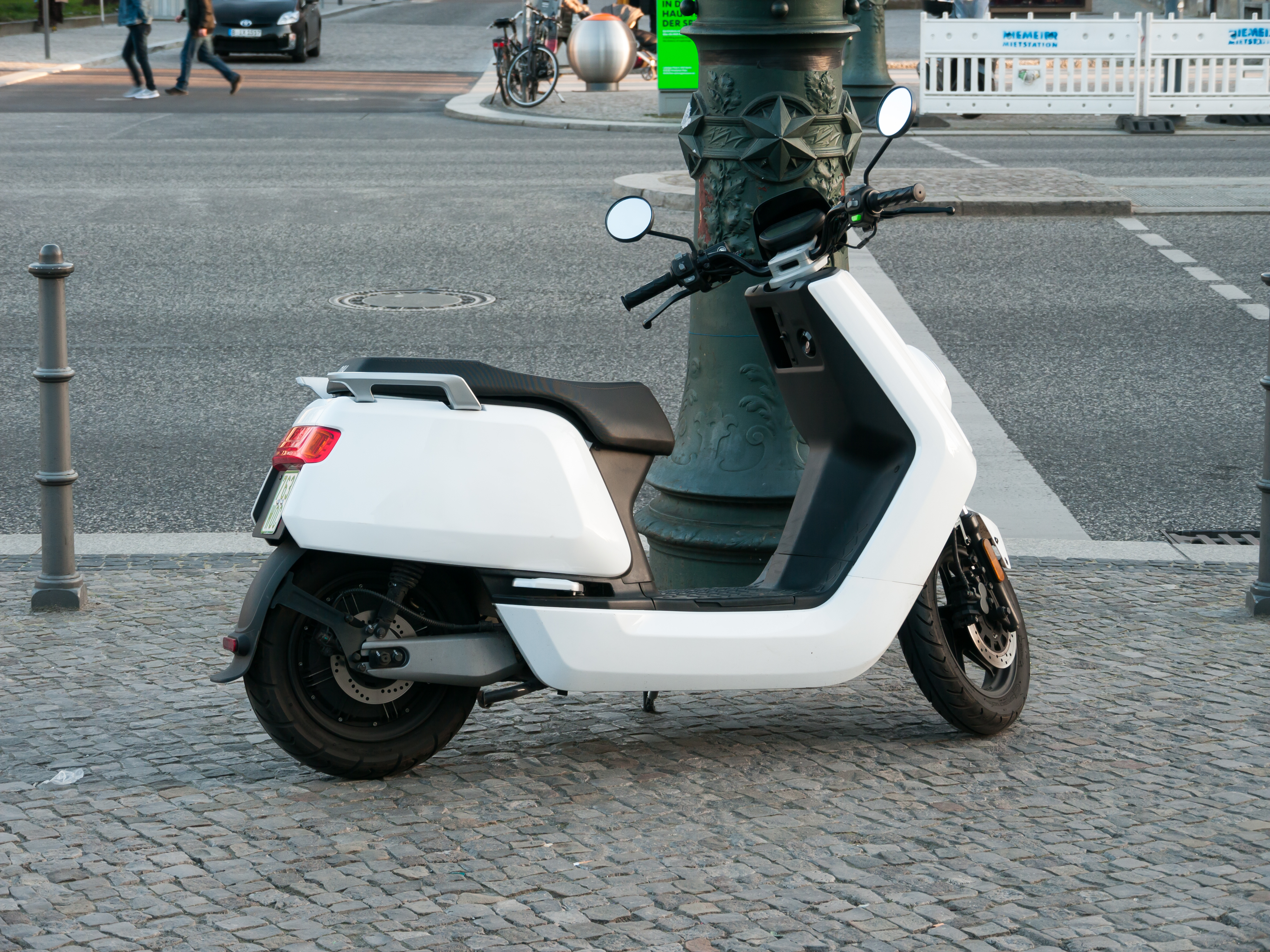
Niu NQi ở Berlin, 2019
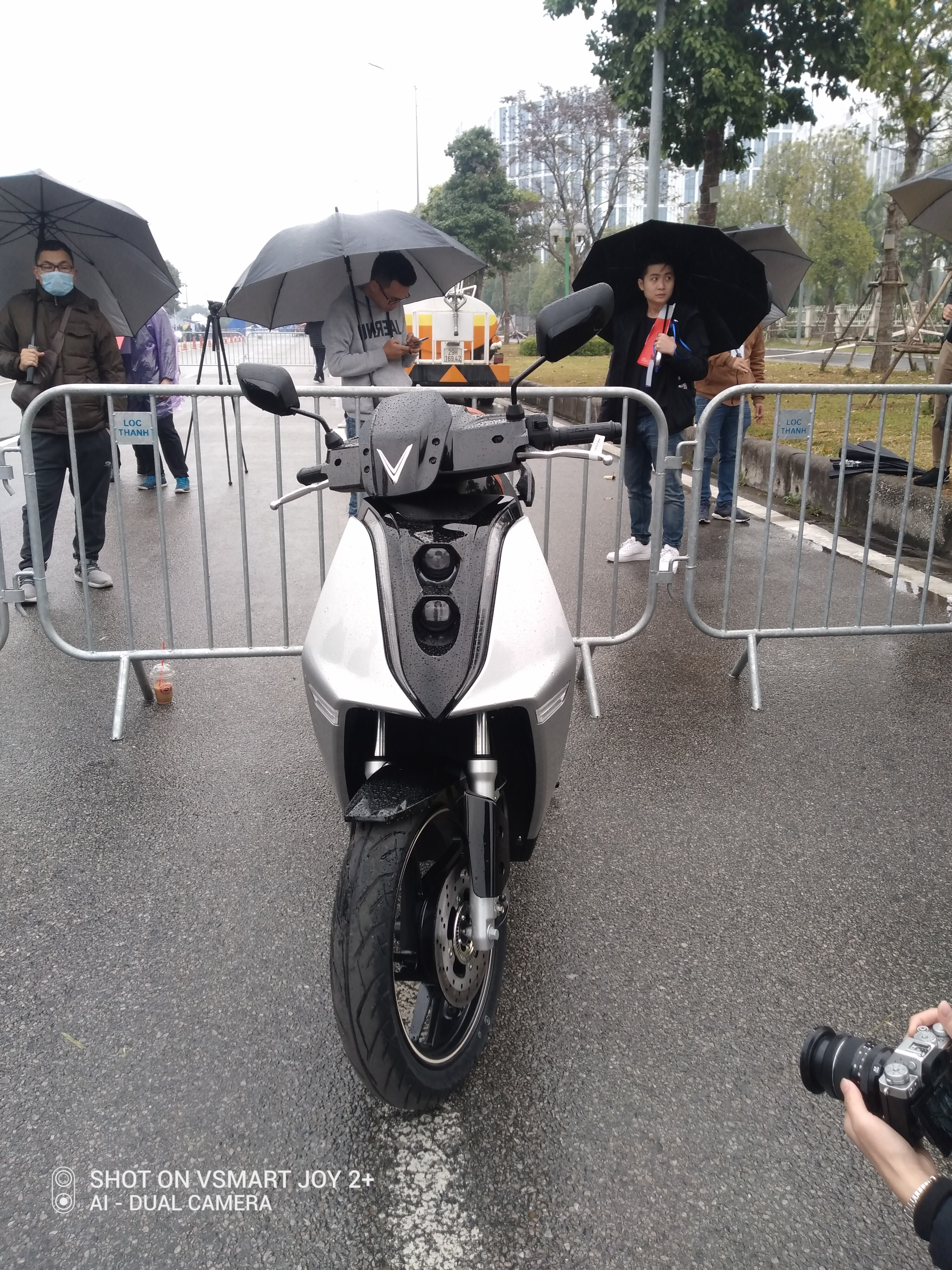
VinFast Theon S năm 2022 tại VinHomes Riverside

## Nguồn năng lượng

ZEV 7100LR (pin chì/natri silicat)
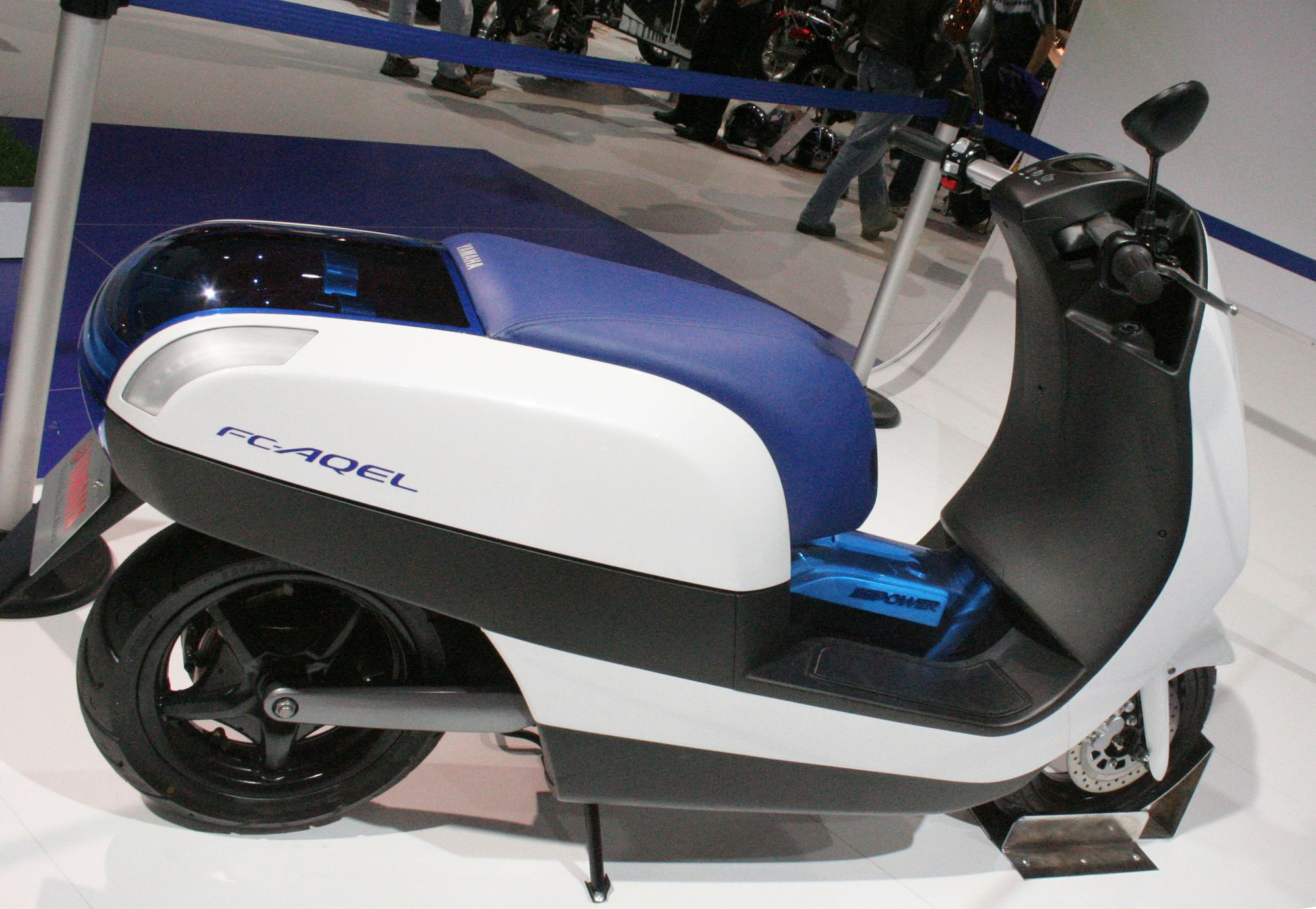
Yamaha FC-AQEL (nguyên mẫu pin nhiên liệu)
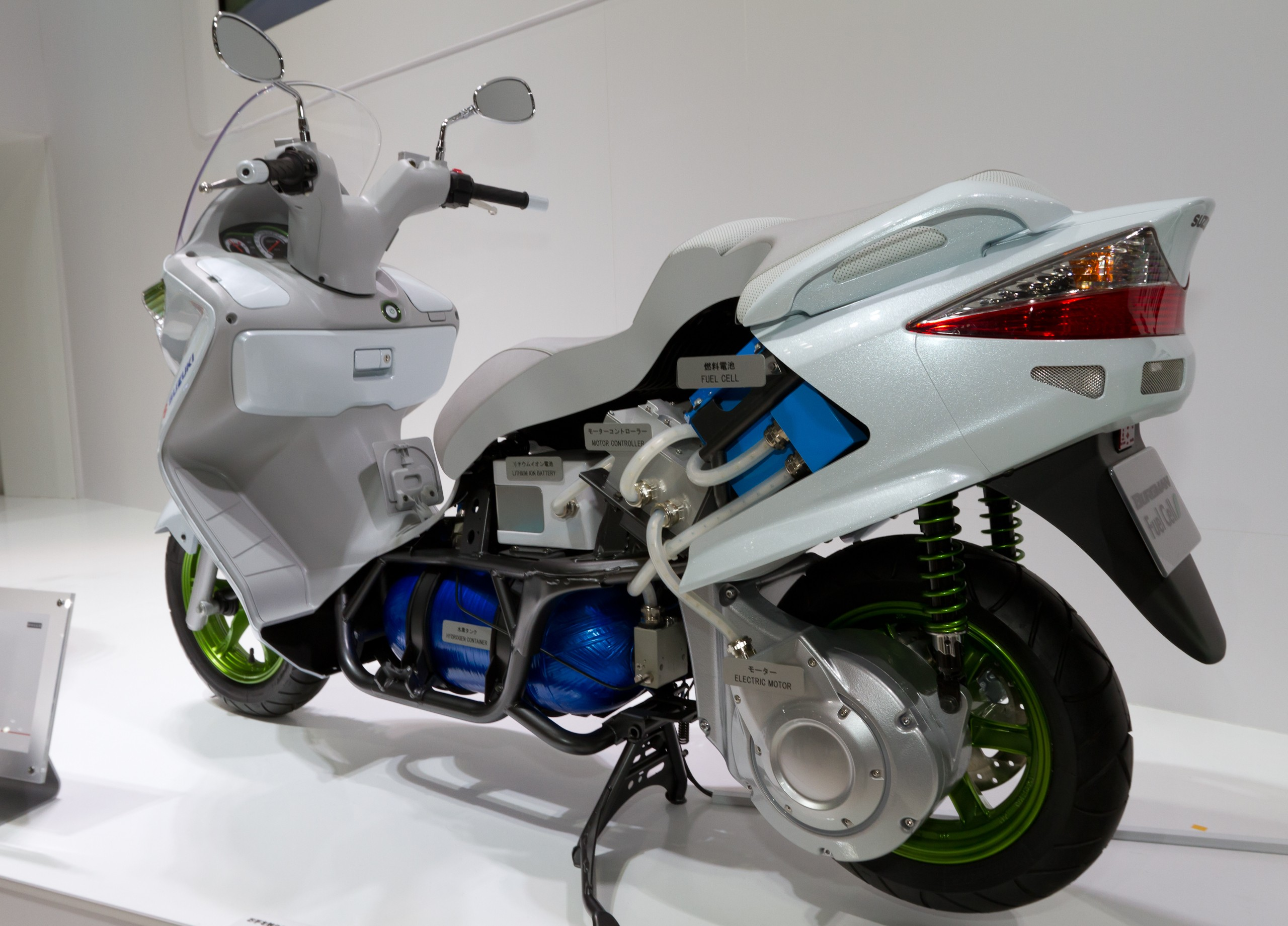
Suzuki Burgman (nguyên mẫu pin nhiên liệu)

### Thay pin

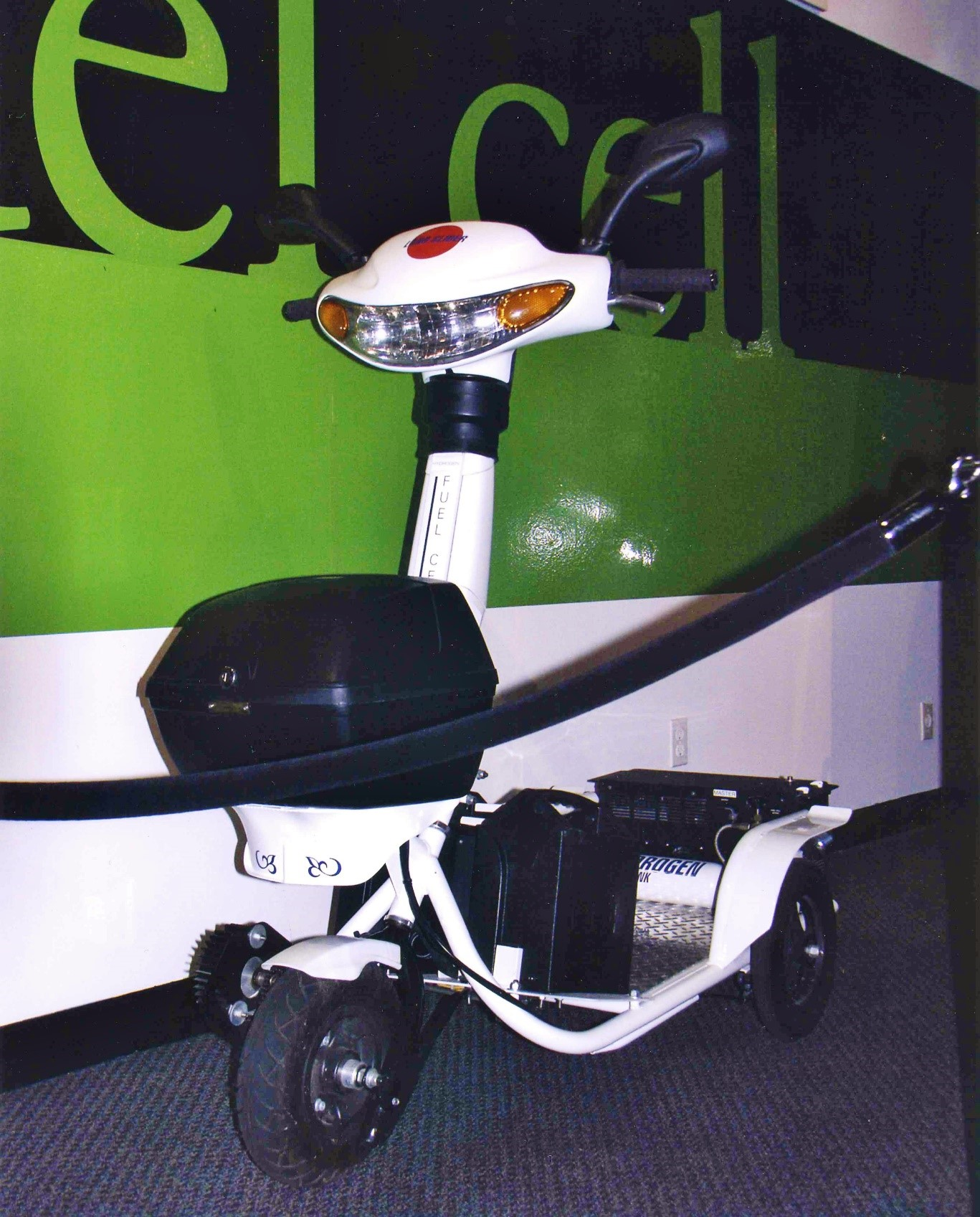
Chiếc xe trượt đất chạy bằng pin nhiên liệu có thể thay thế pin, do Todd Bank thiết kế, được trưng bày tại Bảo tàng Ô tô Petersen ở Los Angeles vào năm 2005.

### Hiệu suất

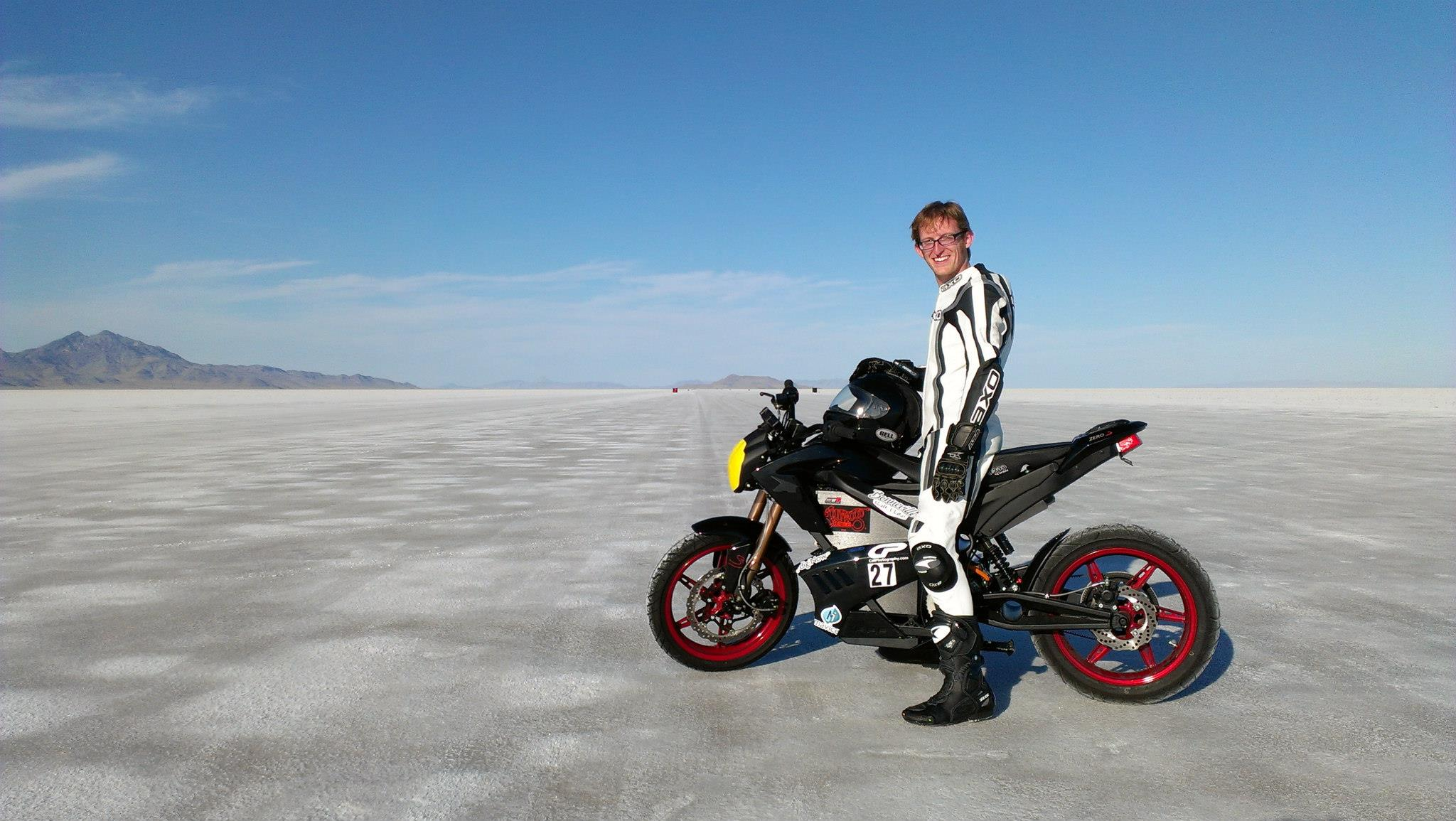
Brandon Nozaki Miller đã làm nên lịch sử khi cưỡi chiếc xe máy điện đầu tiên được sản xuất hàng loạt vượt qua mốc tốc độ 161 km/h (100 dặm/giờ). Chiếc xe này là một mẫu 2012 Zero S ZF6, và kỷ lục đã được thiết lập tại Bonneville Salt Flats vào năm 2012.

## Bán hàng và áp dụng

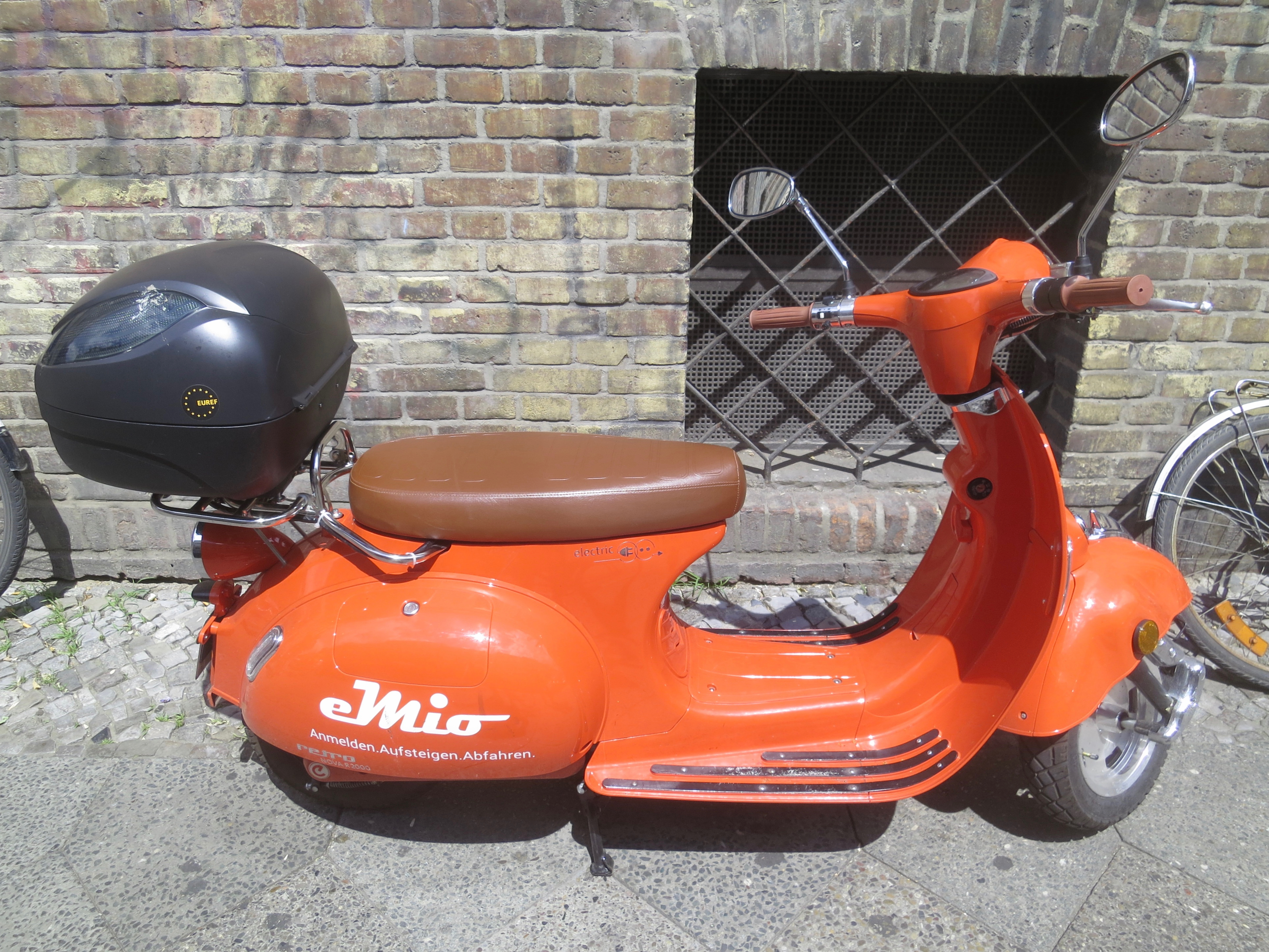
Electric Scooter in Berlin. Designed for an app-based sharing system.
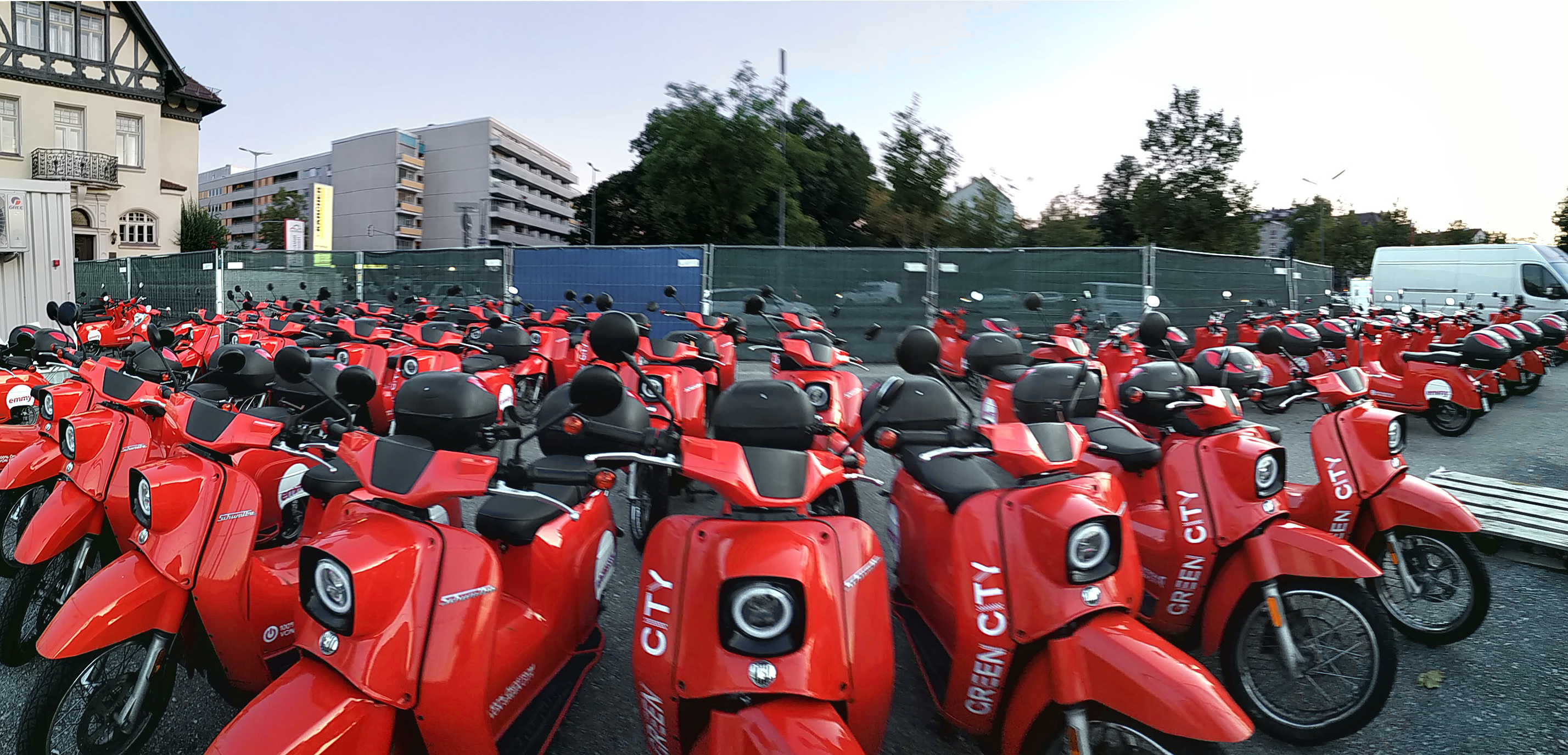
E-Scooters of scooter-sharing company Emmy in Munich (2019)

### TT Zero

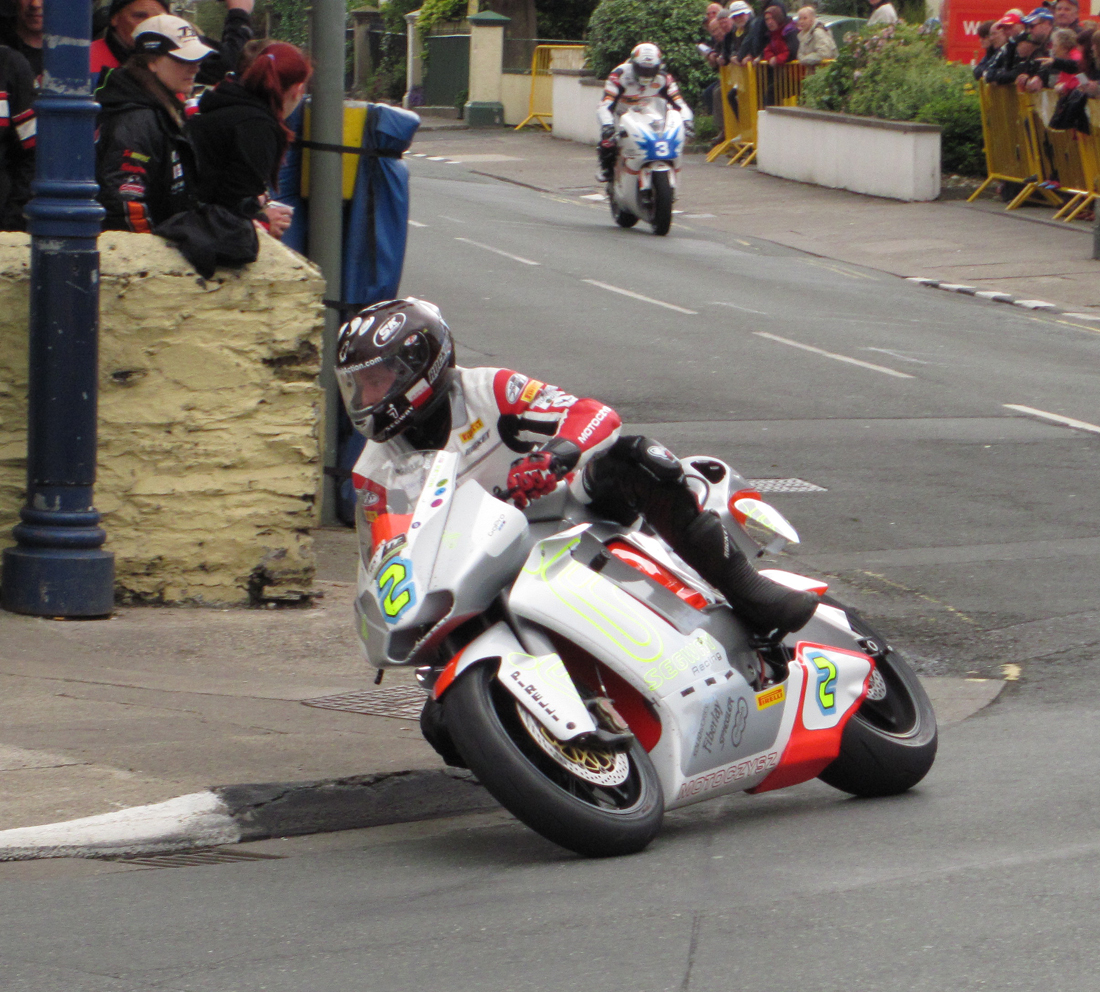
Mark Miller cưỡi MotoCzysz E1pc tại TT Zero (2012)

#### Mô tô địa hình

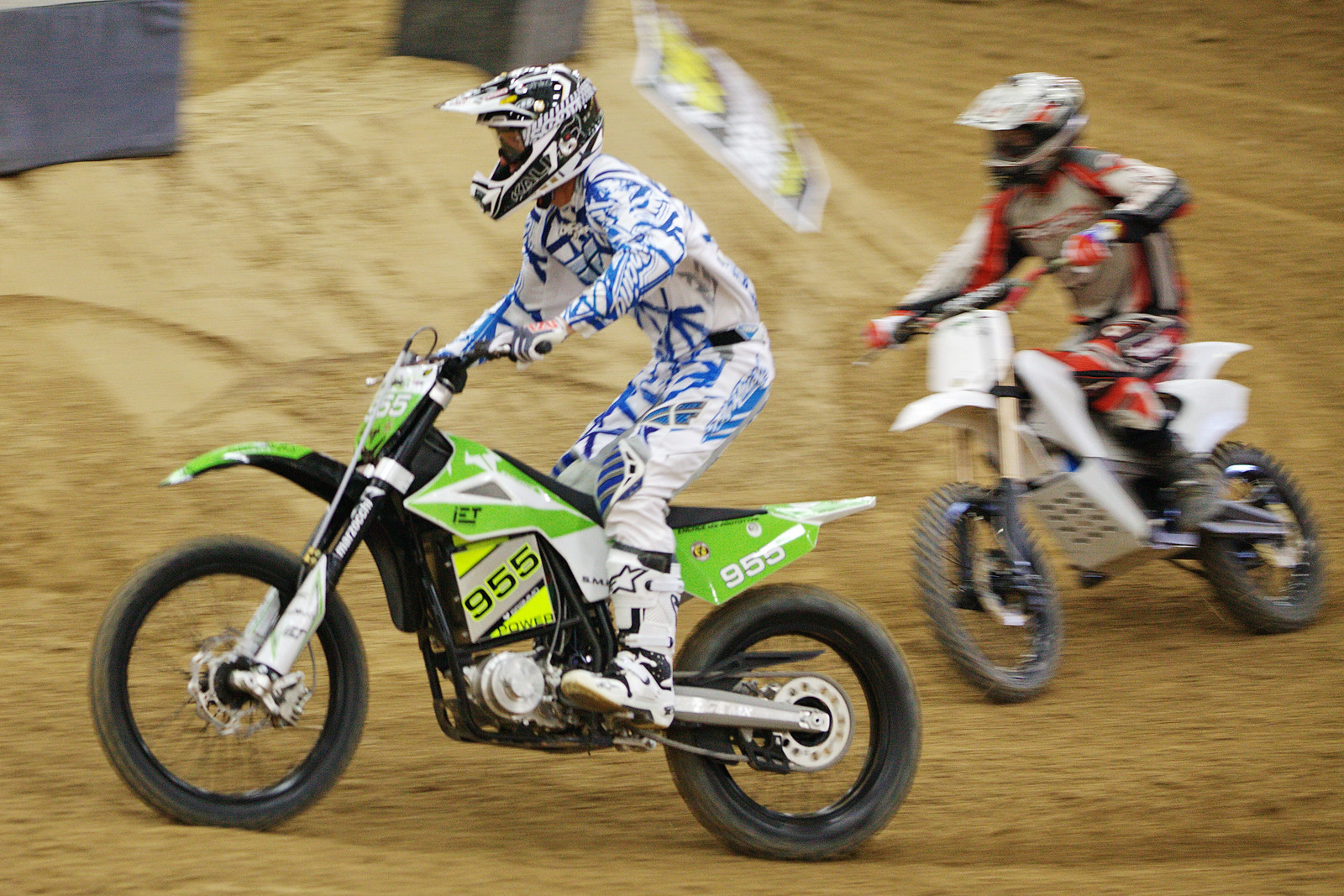
Brammo tham gia MiniMoto SX (2011)
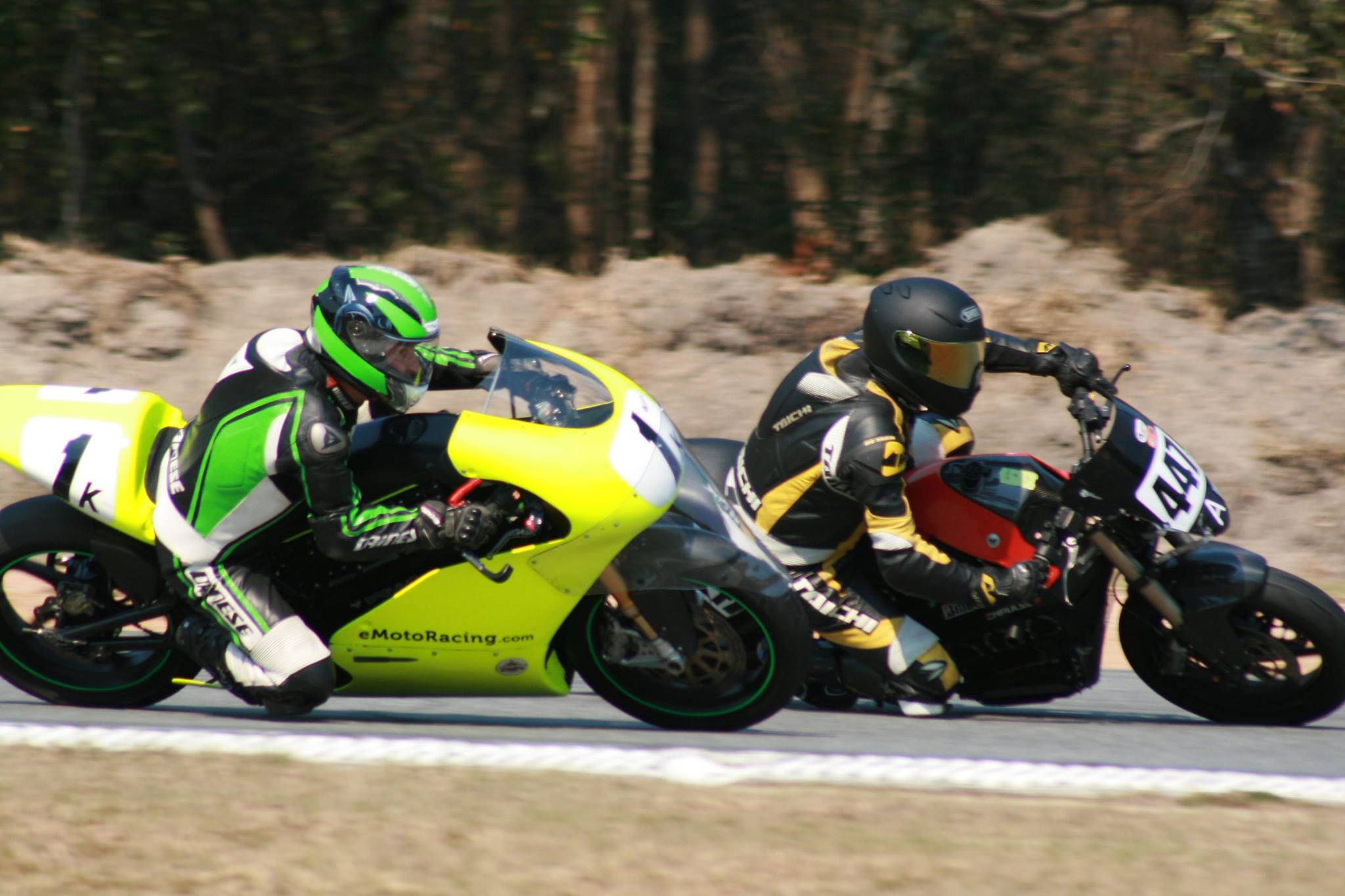
Arthur Kowitz, người sáng lập eMotoRacing, và Pete Nicolosi, người dẫn đầu điểm số của giải đấu năm 2016 (tính đến chặng đua số 6), tranh chấp vị trí dẫn đầu trong chặng đua đầu tiên của năm 2016, được tổ chức tại Roebling Road, Georgia, Hoa Kỳ.